# Coțofenicultuur
De Coțofenicultuur of Oesatovocultuur is een archeologische cultuur uit de koper- en vroege bronstijd ten noordwesten van de Zwarte Zee tussen de Zuidelijke Boeg en de Donaudelta in het huidige . Op basis van C-14-datering kan de cultuur tussen ruwweg 3500 en 2500 v.Chr. worden gedateerd. Ze is vernoemd naar archeologische opgravingen in Coțofenii din Dos in Roemenië en Oesatovo in het noordwesten van Odessa. 

## Ontstaan
De cultuur ontstond op basis van de Soevorovo- en Cernavodăcultuur in het zuiden en de uit het noorden zich verspreidende landbouwers van de late Cucutenicultuur. Deze culturen kwamen onder invloed van de steppenomaden der Jamnacultuur. De jamnacultuur stond sterk onder invloed van de Majkopcultuur. Van deze namen ze de bronstechnologie uit de Kaukasus over. Via de Coțofenicultuur bereikte deze vervolgens Midden-Europa.

## Begrafenisgebruiken
Bij de begrafenisgebruiken laten zich twee bevolkingsgroepen onderscheiden. Invloeden van de Cucutenicultuur zijn te vinden bij voor deze relatief nieuwe lichaamsbegravingen op grafvelden. Hier vindt men geen wapens als grafgiften, maar wel vrouwelijke figurines. Daarentegen vindt men de nieuwe heersersklasse uit de steppe in rijk uitgevoerde koerganen, met bronzen dolken en bijlen, en de voor de steppevolkeren kenmerkende steles.

## Aardewerk
Men vindt zowel voorbeelden van het op hoge temperatuur gebrande aardewerk met rijke bandvormige decoraties van de Cucutenicultuur, als eenvoudig steppenaardewerk met touwversiering. Alleen in de koerganen vindt men zelfs kostbaar geïmporteerd aardewerk uit de Majkopcultuur van de noordelijke Kaukasus. Slechts ca. 2 % Cernavodă-aardewerk werd gevonden, en dan nooit als grafgift.

## Economie
Niet alleen het Majkop-aardewerk suggereert handelsbetrekkingen over de hele Zwarte Zee.
Vondsten van eenvoudige glazen kralen tonen handel met de Egeïsche Zeeregio.
In Oesatovo het eerste bewijs van de teelt van graan gevonden (vaak gierst en haver, daarnaast emmer, tarwe en gerst, zoals ook erwten).

## Relatie tot gelijktijdige naburige culturen
Op basis van wederzijdse handelsbetrekkingen (zichtbaar als ingevoerde items) en stratigrafische observaties is er een gelijktijdigheid vastgesteld van:
1. Coţofeni I - Cernavodă III - Baden A - kogelamfora
2. Coţofeni II - Baden B-C
3. Coţofeni III - Vučedol A-B

Er was een wederzijdse beïnvloeding met de Baden-, Vučedol- en kogelamforacultuur, zowel als met de jamnacultuur. De grensgebieden tussen deze culturen tonen gemengde karakteristieken. Dit suggereert een samenleven van bevolkingsgroepen en een gevestigde handel tussen de culturen.

## Koergantheorie
In het kader van de koerganhypothese wordt de cultuur geïnterpreteerd als een voordringen van Indo-Europese ruitervolkeren als een elite op de gevestigde landbouwende bevolking. 